# Massimiliano Maria Kolbe
Massimiliano Maria Kolbe, al secolo Rajmund Kolbe (Zduńska Wola, 8 gennaio 1894 – Auschwitz, 14 agosto 1941), è stato un presbitero e francescano polacco che si offrì di prendere il posto di un padre di famiglia, destinato al bunker della fame nel campo di concentramento di Auschwitz. È stato beatificato nel 1971 da papa Paolo VI, che lo chiamò "martire dell'amore", e quindi proclamato santo nel 1982 da papa Giovanni Paolo II.

## Biografia

### L'infanzia e gli studi

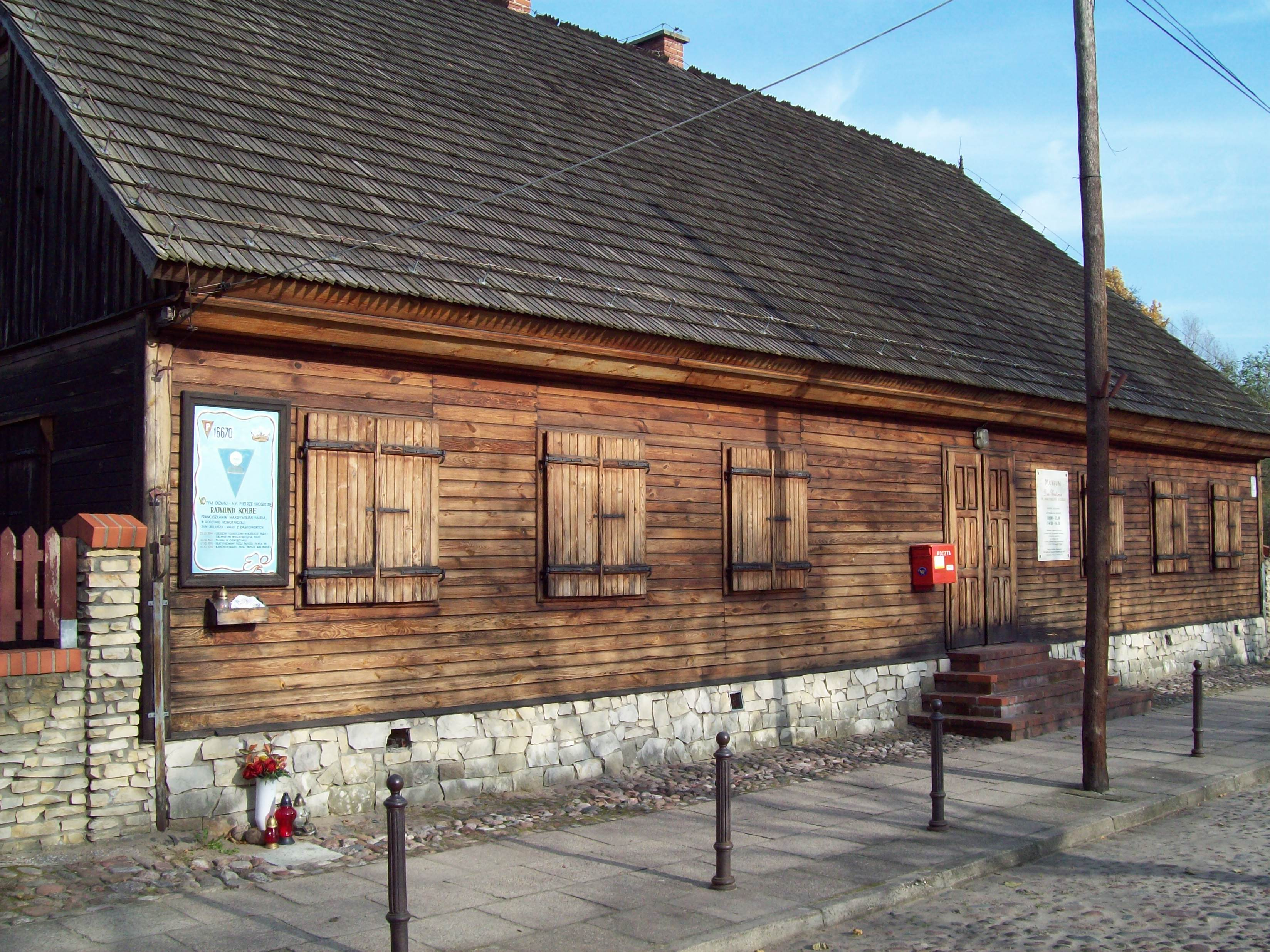
Casa natale di Kolbe a Zduńska Wola.

Nato con il nome di Raimondo (Rajmund), Kolbe crebbe in una famiglia dalle condizioni economiche modeste in una zona polacca sotto il controllo della Russia. Il padre Julius Kolbe, tedesco, era tessitore e la madre polacca Maria Dąbrowska faceva la levatrice. Aveva quattro fratelli. A tredici anni cominciò a frequentare la scuola media dei francescani a Leopoli. La sua vita cambiò radicalmente nel 1906, quando si ricordò della visione della Vergine Maria avuta nell'infanzia. Il 4 settembre 1910 vestì come novizio l'abito dell'Ordine dei Frati Minori Conventuali, assumendo il nome di Massimiliano. L'anno successivo, il 5 settembre 1911 emise la professione semplice e venne inviato a Cracovia e successivamente a Roma per continuare gli studi in filosofia e teologia.
Nei primi tre anni trascorsi alla Pontificia Università Gregoriana, si dedicò alle scienze e alla matematica, compresa la trigonometria, la fisica e la chimica, poi allo studio della filosofia e della teologia, grazie alle quali conseguì due lauree, una nella sede dell'università stessa e l'altra al Collegio Serafico Internazionale. Nel 1914 professò i voti perpetui. Lo stesso anno il padre, ufficiale nelle legioni polacche, venne fatto prigioniero dai russi e probabilmente fucilato. La madre invece si ritirò a una vita in convento.
Il 28 aprile 1918 venne ordinato sacerdote nella basilica di Sant'Andrea della Valle, a Roma, e il giorno successivo celebrò la sua prima messa nella vicina basilica di Sant'Andrea delle Fratte. Nel 1919, conseguito il dottorato in teologia presso la Facoltà Teologica di san Bonaventura, ritornò subito in patria, a Cracovia.
Durante gli anni della formazione, Massimiliano Kolbe, favorito da un carattere molto socievole, riuscì facilmente a creare rapporti di amicizia con la maggioranza dei suoi compagni di seminario, tra i quali Ladislao Dubaniowski e Bronislao Stryczny. Secondo quest'ultimo - che vivrà come Kolbe l'esperienza dell'internamento nei campi di sterminio nazista, sopravvivendo alla prigionia nel lager di Dachau - Massimiliano si distingueva in collegio per il suo impegno e la capacità di lavoro.

Nel ricordo di Ladislao Dubaniowski, Kolbe negli anni di seminario era inoltre animato da un forte ottimismo ("La prossima volta tutto andrà meglio", ripeteva di fronte ai problemi) e da una notevole intensità nella pratica religiosa, in particolare nella recita del rosario e nell'adorazione del Santissimo Sacramento.

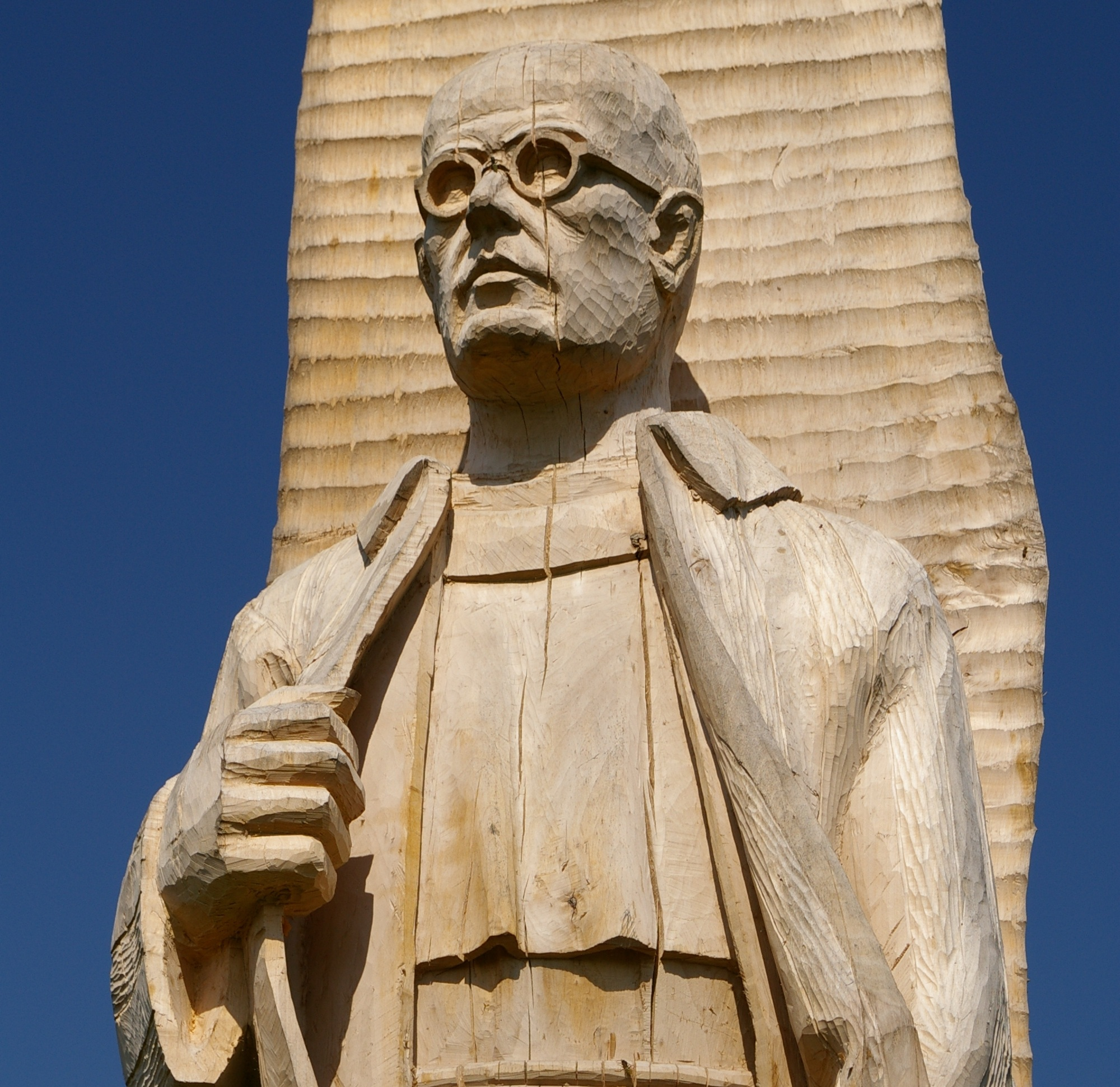
Ritratto ligneo di Kolbe a Wiślica

#### La Milizia dell'Immacolata
Durante la permanenza in Italia, Kolbe maturò e approfondì uno dei tratti essenziali della sua esperienza spirituale, legata alla venerazione di Maria, che caratterizzerà poi il suo impegno pastorale. Nel 1917, sulla scia dell'impegno teologico e intellettuale che i francescani avevano speso nei secoli per promuovere il riconoscimento dell'Immacolata Concezione di Maria, fondò assieme ad alcuni confratelli la "Milizia dell'Immacolata". L'obiettivo era dare continuità anche sul fronte esistenziale e pastorale al legame dei Frati Minori Conventuali con Maria, diffondendone nel mondo la devozione anche attraverso i mezzi offerti dalle tecnologie del tempo, quali la stampa e, successivamente, la radio. Kolbe era infatti consapevole di doversi impegnare in un periodo storico difficile, caratterizzato dall'emergere di ideologie totalitarie e dalle sfide sociali poste dall'industrializzazione, dal materialismo e, appunto, dallo sviluppo dei mass-media. In particolare, emerge nella sua riflessione una fortissima polemica contro la massoneria. Studiò quindi tutto, per vedere gli aspetti positivi di ogni realtà e costruire poi su queste basi. Nello statuto, dà molta importanza alla medaglia miracolosa.
Negli anni vissuti a Roma, Kolbe contrasse la tubercolosi che, tra alti e bassi, lo accompagnò per il resto della vita. Dall'esperienza di studio in Italia trasse anche una buona conoscenza dell'italiano, lingua nella quale redasse molti suoi scritti.

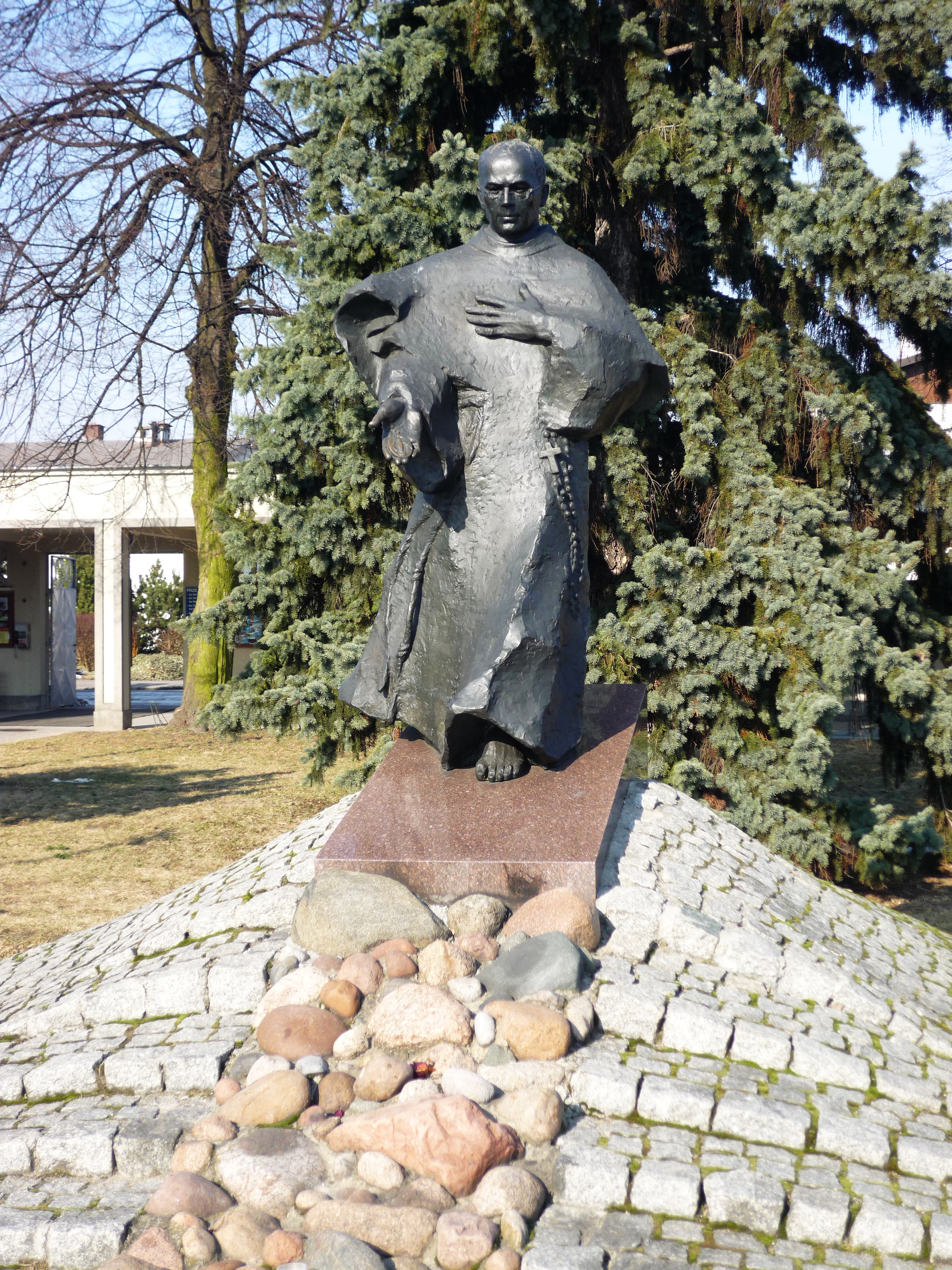
Statua di Kolbe a Niepokalanów

### Il ritorno in Polonia
Tornato in Polonia, iniziò a insegnare nel seminario di Cracovia, ma presto dovette abbandonare e recarsi a Zakopane e poi a Nieszawa per curare la tubercolosi.
Nel 1922 uscì il primo numero del Cavaliere dell'Immacolata (Rycerz Niepokalaney), la rivista della Milizia dell'Immacolata, l'associazione fondata da Kolbe a Roma nel 1917. La tiratura iniziale fu di 5 000 copie, che diverranno un milione nel 1938. Nel 1926 venne stampato anche il primo calendario-almanacco, mentre Il piccolo giornale, un piccolo quotidiano in formato tabloid, giunse a diffondere 130 000 copie.

Dopo un nuovo soggiorno a Zakopane per la cura della tubercolosi, nel 1927 fondò in Polonia, non lontano da Varsavia, un convento chiamato Niepokalanów, cioè Città di Maria (letteralmente: "Proprietà dell'Immacolata"), dotato di una tipografia e di un seminario missionario. Sottolineando l'importanza della devozione a Maria, Kolbe amava ripetere che 
Nel convento di Niepokalanów, in Polonia, alla vigilia del conflitto mondiale vivevano all'incirca un migliaio di persone tra frati professi, novizi e seminaristi. Era uno dei conventi cattolici più grandi al mondo, ed era quasi una città autonoma. Nei primi anni della guerra offrì riparo a numerosi rifugiati polacchi, compresi molti ebrei.

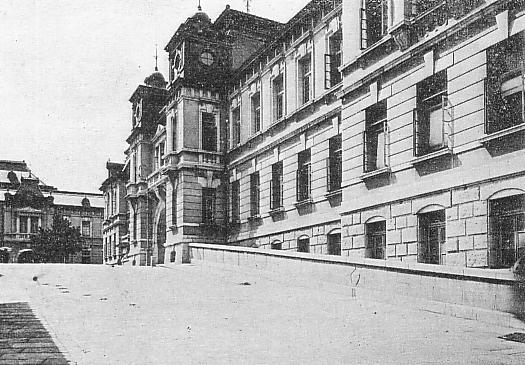
Un'immagine di Nagasaki nel 1930

### Missionario in Giappone
Pur con un fisico indebolito dalla tubercolosi, nel 1930, Kolbe partì come missionario alla volta dell'Estremo Oriente. Dopo una breve sosta a Shanghai, proseguì fino a Nagasaki, in Giappone. Qui curò la pubblicazione di una rivista (Mugenzai no Seibo no Kishi) ed edificò un convento alle falde del monte Hikosan, che prese il nome di Mugenzai no Sono (Giardino dell'Immacolata). Nel 1932 si recò in India per valutare la possibilità di fondare una nuova missione ma, dopo un breve soggiorno nel distretto di Ernakulam, decise di tornare a Nagasaki, dove nel 1936 aprì anche un seminario (nel 1984, in Kerala, nel luogo dove si era recato Padre Kolbe, verrà aperto il Kolbe Ashram). Nel 1936 Kolbe lasciò definitivamente il Giappone, rientrando in Polonia dopo un tragitto via mare passando per Manila e Genova.

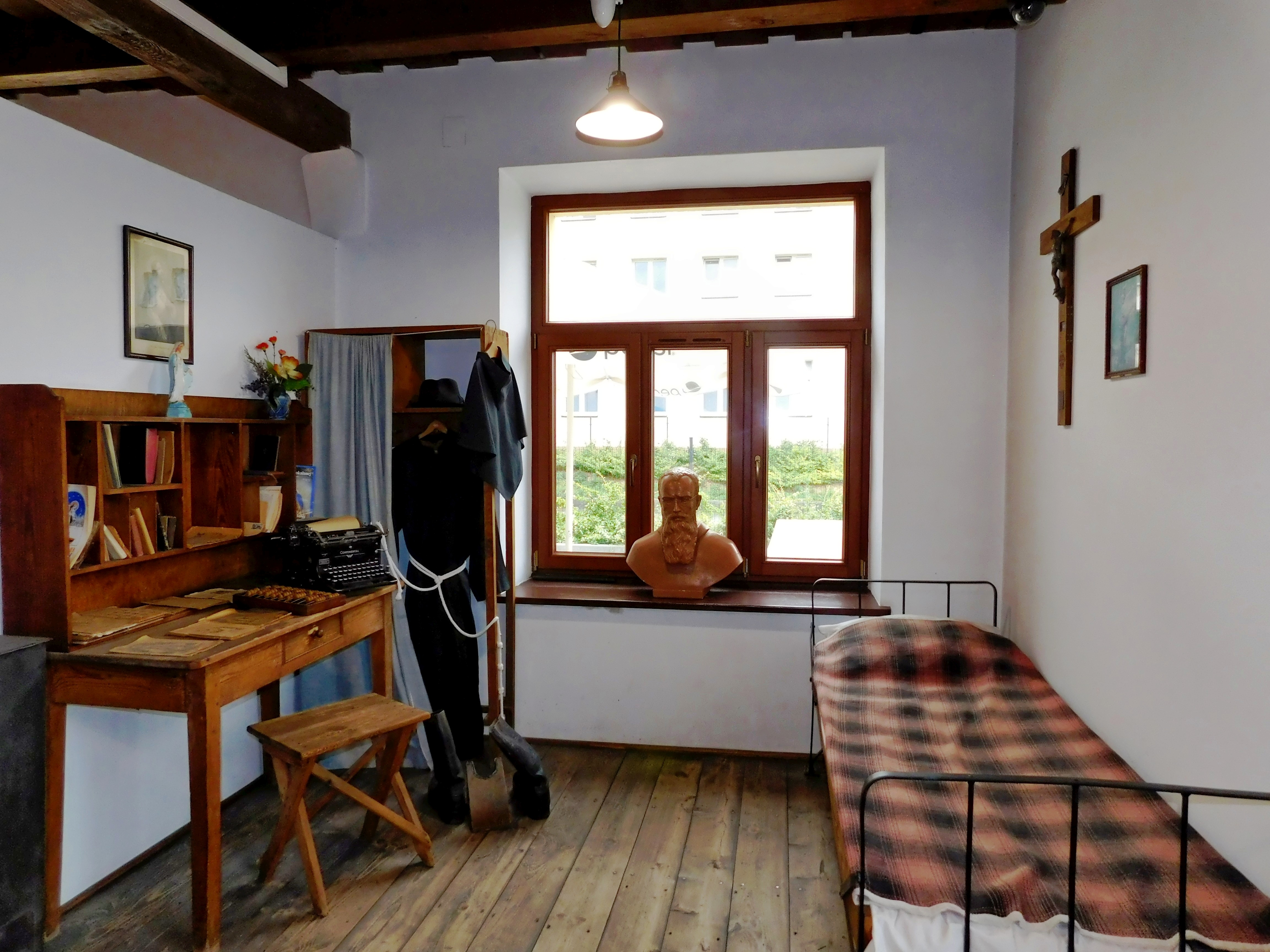
Ricostruzione della stanza di Kolbe, nel museo di Niepokalanów

### Gli ultimi anni in Polonia
In Polonia, Kolbe si dedicò al rafforzamento di Niepokalanów e, nel 1937, si recò nuovamente in Italia (Roma, Piglio, Assisi, Padova) per partecipare ai festeggiamenti del movimento mariano.
Nel 1938 conseguì la licenza di radioamatore e fu attivo per alcuni anni con il nominativo SP3RN, e ancora oggi è il santo patrono dei radioamatori di tutto il mondo. Nel maggio del 1939 si recò quindi in Lettonia dove intendeva creare, su un terreno offerto in donazione nella località di Romanowska, una nuova "Città di Maria". Il 4 giugno 1939 celebrò la messa nel Santuario della Beata Vergine del Rosario di Pompei.
Gli eventi in Europa però precipitarono. La Polonia venne occupata dai tedeschi e Kolbe fu arrestato dalle truppe tedesche il 19 settembre 1939 insieme ad altri 37 confratelli. Dopo quasi tre mesi di prigione, Kolbe venne liberato l'8 dicembre a Ostrzeszów.
Tornato a Niepokalanów, la trovò bombardata e presto la trasformò in ospedale e asilo per migliaia di profughi. La sua libertà però durò poco. Il 17 febbraio 1941 Kolbe venne nuovamente e definitivamente arrestato dalla Gestapo.

### La morte ad Auschwitz

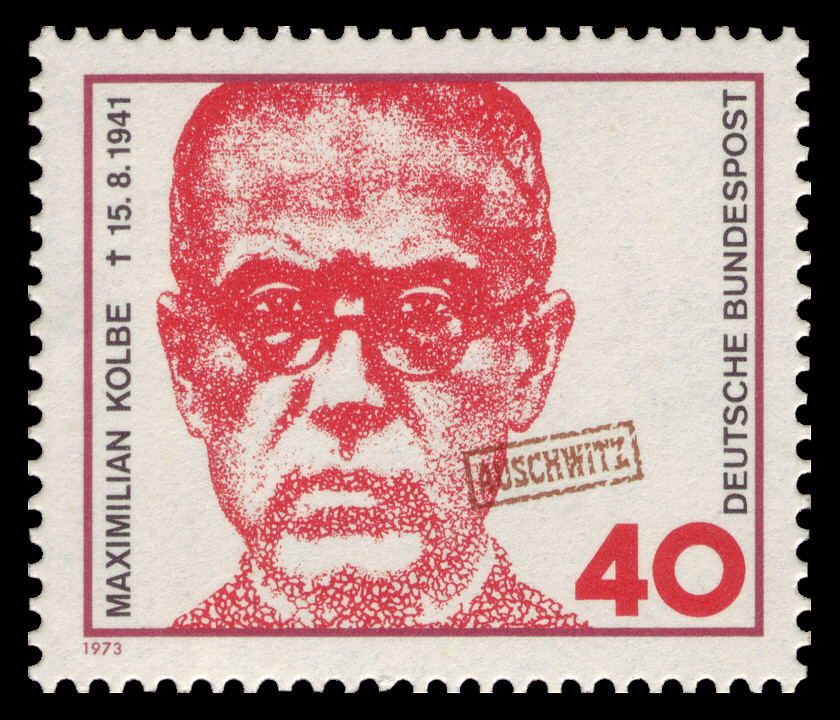
Francobollo tedesco dedicato alla memoria di Kolbe

Il 28 maggio 1941 Kolbe giunse nel campo di concentramento di Auschwitz, dove venne immatricolato con il numero 16670 e addetto a lavori umilianti come il trasporto dei cadaveri. Venne più volte bastonato, ma non rinunciò a dimostrarsi solidale nei confronti dei compagni di prigionia. Nonostante fosse vietato, Kolbe in segreto celebrò due volte una messa e continuò il suo impegno come presbitero.
Alla fine del mese di luglio dello stesso anno venne trasferito al Blocco 14 e impiegato nei lavori di mietitura. La fuga di uno dei prigionieri causò una rappresaglia da parte dei nazisti, che selezionarono dieci persone della stessa baracca per farle morire nel cosiddetto bunker della fame. Uno di loro, il polacco Franciszek Gajowniczek, scoppiò in lacrime dicendo di avere una famiglia a casa che lo aspettava: Kolbe allora uscì dalle file dei prigionieri e si offrì di morire al suo posto. In modo del tutto inaspettato, lo scambio venne concesso: i campi di concentramento erano infatti concepiti per spezzare ogni legame affettivo e i gesti di solidarietà non erano accolti con favore.
Kolbe venne quindi rinchiuso nel bunker del Blocco 11. Dopo due settimane di agonia senza acqua né cibo la maggioranza dei condannati era morta di stenti, ma quattro di loro, tra cui Kolbe, erano ancora vivi e continuavano a pregare e cantare inni a Maria. La calma professata dal sacerdote impressionò le SS addette alla guardia, per le quali assistere a questa agonia si rivelò scioccante. Kolbe e i suoi compagni vennero quindi uccisi il 14 agosto 1941, vigilia della Festa dell'Assunzione di Maria, con una iniezione di acido fenico. I loro corpi vennero cremati il giorno seguente e le ceneri disperse. 
Secondo la testimonianza di Gajowniczek, Padre Kolbe disse a Hans Bock, il delinquente comune nominato capoblocco dell'infermeria dei detenuti, incaricato di effettuare l'iniezione mortale nel braccio: «Lei non ha capito nulla della vita...» e mentre questi lo guardava con fare interrogativo, soggiunse: «...l'odio non serve a niente... Solo l'amore crea!». Le sue ultime parole, porgendo il braccio, furono: «Ave Maria». Fu lo stesso tenente medico nazista a raccontare dopo alcuni anni questo fatto, che fu messo agli atti del processo di canonizzazione. L'espressione "Solo l'amore crea" fu ricordata più volte da Paolo VI nel 1971 in occasione della beatificazione di Kolbe. 
Franciszek Gajowniczek riuscì a sopravvivere ad Auschwitz. Tornato a casa, trovò sua moglie viva, ma i suoi due figli erano rimasti uccisi durante un bombardamento russo. Morì nel 1995.

## Vita spirituale

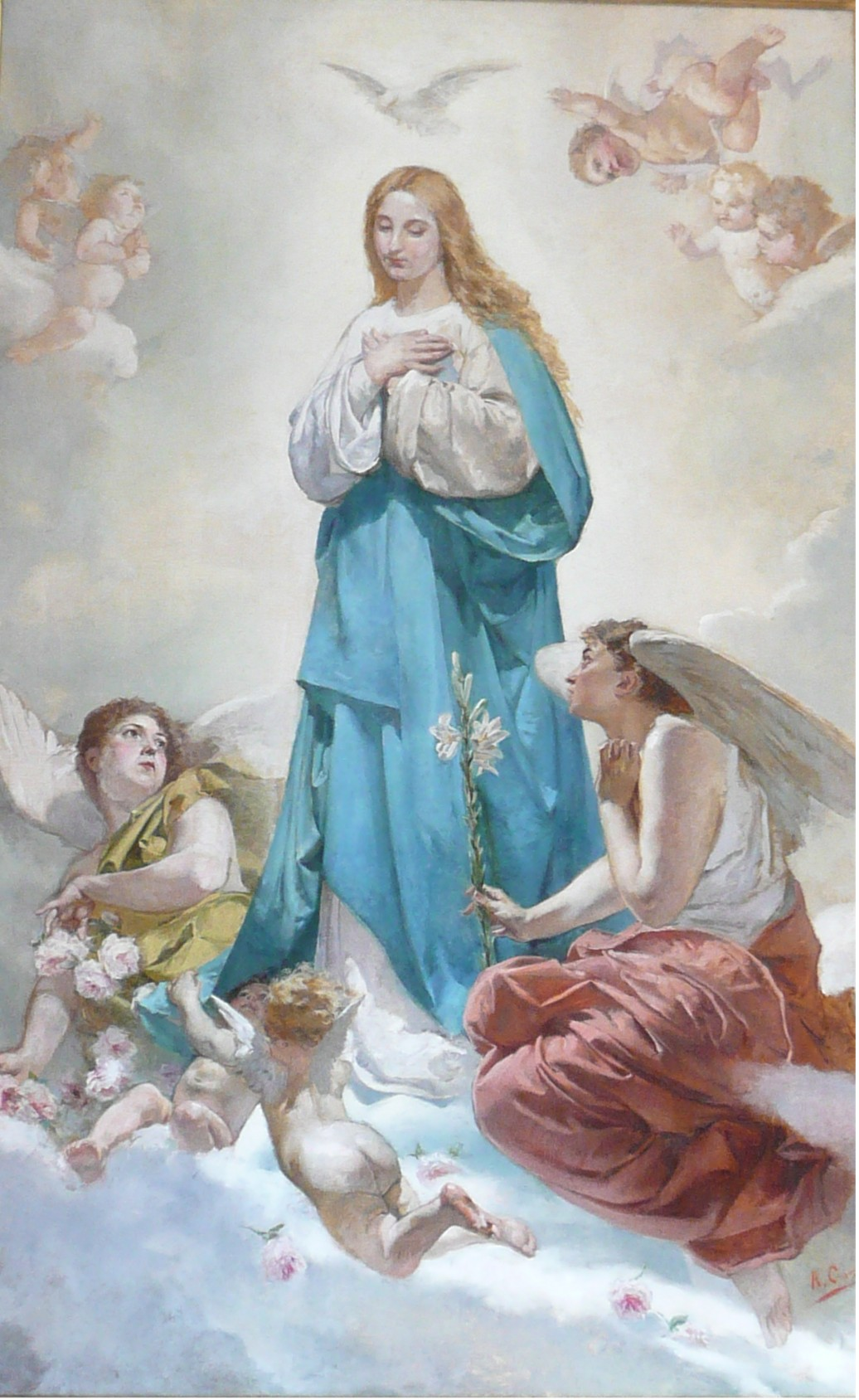
L'Immacolata concezione, di Antonio Cortina Farinós, 1876

Kolbe crebbe in una famiglia religiosa, nella quale trovò sostegno e appoggio alla sua vocazione. Al centro della sua spiritualità pose la figura di Maria Immacolata, da lui intesa come tramite tra l'uomo e Dio, cui affidarsi con amore e fiducia: 
(Cit. in Ragazzini, "San Massimilano Kolbe", 1999.)
(Cit. in Ragazzini, "San Massimilano Kolbe", 1999.)
Già nel periodo romano, le lettere di Kolbe evidenziano una intensa vita spirituale, caratterizzata dal desiderio di protendersi a tutta l'umanità e di far conoscere e amare Dio. Presto Kolbe realizzò ciò che doveva dare forma e struttura al suo impegno e per questo costituì, nel 1917, la "Milizia dell'Immacolata", raccogliendo inizialmente membri tra amici molto stretti. L'Associazione in seguito si estese notevolmente ed è tuttora attiva in molti paesi, tra cui l'Italia.

## Il culto
Kolbe fu beatificato il 17 ottobre 1971 da papa Paolo VI e canonizzato il 10 ottobre 1982 da papa Giovanni Paolo II, suo conterraneo.
Il giorno della canonizzazione, papa Wojtyła nell'omelia lo definì «santo martire, patrono speciale per i nostri difficili tempi, patrono del nostro difficile secolo» e «martire della carità». Alla cerimonia era presente anche Franciszek Gajowniczek, l'uomo che aveva salvato dalla morte nel campo di concentramento.
La Chiesa cattolica celebra la sua memoria nel giorno della sua morte, il 14 agosto.

## Patronato
Poche settimane prima di essere deportato, Kolbe ottenne la patente di radioamatore con call-sign SP3RN. Viene riconosciuto come santo protettore dei Radioamatori. In Italia esistono varie realtà di settore che portano il suo nome: un'emittente radiotelevisiva nel Veneto, Radio Tele Kolbe, un Gruppo Radio Internazionale (con base in Italia) per OM / SWL / CB / PMR446, Radio Kolbe Archiviato il 19 agosto 2022 in Internet Archive., e Radio Kolbe in Campania.

## Famiglie religiose e associazioni
La spiritualità mariana e missionaria di Massimiliano Kolbe ha le sue radici nella intensa tradizione e devozione mariana della Famiglia francescana e dei Frati Minori Conventuali in particolare. Egli ha contribuito in modo decisivo a sviluppare questa eredità, operando un allargamento di orizzonte: a partire da san Massimiliano il mistero di Maria Immacolata nella famiglia francescana conventuale non è solo oggetto di riflessione teologica e di devozione e culto, ma anche sorgente di intenso slancio missionario e apostolico.
L'apostolato mariano di alcuni frati ha portato alla nascita di nuovi istituti di vita consacrata. Nel 1954 padre Luigi Faccenda ha dato avvio all'Istituto secolare delle Missionarie dell'Immacolata "Padre Kolbe", cui si è aggiunto, nel 1997 un ramo maschile. Il modello di apostolato mariano di padre Kolbe ha ispirato anche gli istituti di diritto pontificio dei Frati Francescani dell'Immacolata e delle Suore francescane dell'Immacolata, l'associazione pubblica di fedeli "Missione dell'Immacolata Mediatrice" (M. I.M.) fondati da padre Stefano M. Pio Manelli e altre comunità e congregazioni di diritto diocesano o ad experimentum. Nel 2000 don Santo Donato, penitenziere della Cattedrale di Reggio Calabria, fonda i "Piccoli Fratelli e Sorelle dell'Immacolata", approvati come Istituti religiosi di diritto diocesano il 20 gennaio 2016 da monsignor Giuseppe Fiorini Morosini. La comunità religiosa ha il centro della sua spiritualità nella "Cittadella dell'Immacolata", che si ispira alle Cittadelle realizzate da san Massimiliano, e che ha sede a Ceramida di Bagnara Calabra.
Sono dedicate alla memoria di padre Kolbe anche molte realtà associative, per esempio in Italia l'Associazione Kolbe a Milano e l'AIPK (Associazione Internazionale Padre Kolbe) a Bologna. Sono dedicate al santo anche numerose attività intraprese in ambito francescano. La Milizia dell'Immacolata, fondata da Kolbe, è attiva in Italia e nel resto del mondo come un'associazione pubblica di fedeli eretta dalla Santa Sede.

## Accademia Mariana Kolbianum
Desiderio di Massimiliano M. Kolbe era quello che si creasse una Accademia Mariana per lo studio del mistero di Maria e in special modo dell'Immacolata Concezione. Così nel 2010 è nato a Niepokalanów il Centro di Scienze e Ricerca Kolbianum, detto anche "Accademia Mariana di S. Massimiliano M. Kolbe", che fa parte della Facoltà di Teologia dell'Università Cattolica di Varsavia. Esso conferisce la Licenza e Laurea in Teologia con specializzazione in Mariologia.

## Cultura di massa
Le versioni musicali e teatrali sulla vita del santo sono dozzine. Al cinema si segnala la pellicola Vita per vita - Padre Kolbe (1991) del regista polacco Krzysztof Zanussi, con l'inedita prospettiva del punto di vista del prigioniero fuggito (interpretato dal due volte Premio Oscar Christoph Waltz).